# São João Velho
São João Velho é uma localidade rural do município brasileiro de Entre-Ijuís, no Rio Grande do Sul. Pode ser acessado através de estrada vicinal, distante seis quilômetros da BR-285. Nela se encontram as ruínas do Sítio Arqueológico de São João Batista, um dos Sete Povos das Missões.
Em 1824, o Presidente da Província de São Pedro do Rio Grande do Sul, José Feliciano Fernandes Pinheiro, criou a Colônia São João das Missões, estabelecendo ali diversos colonos alemães provenientes de Mecklemburgo-Schwerin. Entretanto, esse projeto de imigração fracassou com a debandada dos colonos, alguns deles removidos de São Leopoldo por desordens, ali também não se adaptaram.
Outro ponto turístico situado na localidade é o Santuário de Nossa Senhora de Altoeting.